# رودولفو تان كاردوسو
رودولفو تان كاردوسو هو لاعب شطرنج فلبيني، ولد في 25 ديسمبر 1937 في الفلبين، وتوفي في 21 أغسطس 2013 في مانيلا في الفلبين بسبب نوبة قلبية.

## وصلات خارجية
- رودولفو تان كاردوسو على موقع الاتحاد الدولي للشطرنج (الإنجليزية)
- رودولفو تان كاردوسو على موقع مباريات الشطرنج (الإنجليزية)
- رودولفو تان كاردوسو على موقع 365Chess.com (الإنجليزية)
- رودولفو تان كاردوسو على موقع Chesstempo.com (الإنجليزية)
- رودولفو تان كاردوسو سجل أولمبياد الشطرنج على موقع OlimpBase.org (الإنجليزية)